# Budy Józefowskie
Budy Józefowskie (prononciation : [ˈbudɨ juzɛˈfɔfskʲɛ]) est un village polonais de la gmina de Radziejowice dans le powiat de Żyrardów de la voïvodie de Mazovie dans le centre-est de la Pologne.
Il se situe à environ 6 kilomètres au nord de Radziejowice (siège de la gmina), 11 kilomètres à l'est de Żyrardów (siège du powiat) et à 34 kilomètres au sud-ouest de Varsovie (capitale de la Pologne).
Le village possède approximativement une population de 200 habitants en 2006.

## Histoire
De 1975 à 1998, le village appartenait administrativement à la voïvodie de Skierniewice.